# Escurçador d'adreces web
L'escurçador d'adreces web o d'URL és una eina d'Internet que permet reduir la longitud d'una adreça web. L'aplicació crea una adreça molt curta que redirigeix a la web original. S'utilitza principalment per compartir enllaços en canals de comunicació amb un espai limitat, és el cas de xarxes socials com Twitter, i també per facilitar el tecleig d'una adreça web en el navegador, per exemple quan l'adreça està escrita en suport paper.

## Serveis d'escurçament d'URL
| Web         | Companyia                      | Ubicació del servidor | Tipus            | Política de privadesa | Programari lliure    | Disponible en català | Personalitzar l'URL | Analítiques i seguiment |
| ----------- | ------------------------------ | --------------------- | ---------------- | --------------------- | -------------------- | -------------------- | ------------------- | ----------------------- |
| bitly.com   | Bitly                          | EUA                   | Qualsevol URL    | Sí                    | No                   | No                   | Sí                  | Sí                      |
| Goo.by      | Gooby                          | EUA                   | Qualsevol URL    | Sí                    | No                   | No                   | Sí                  | Sí                      |
| ja.cat      | Fundació Puntcat i Dinahosting | Espanya               | Qualsevol URL    | Sí                    | Sí, GNU GPL          | Sí                   | Sí                  | Sí                      |
| Ow.ly       | Hootsuite                      | EUA                   | Qualsevol URL    | Sí                    | No                   | No                   | Sí                  | Sí                      |
| scur.cat    | Oma Technologies               | Països Baixos         | Qualsevol URL    | No                    | No                   | Sí                   | No                  | No                      |
| TinyURL     | TinyURL                        |                       | Qualsevol URL    |                       |                      | No                   | Sí                  |                         |
| tuit.cat    | Particular                     | França                | Qualsevol URL    | Sí                    | No                   | Sí                   | No                  | Sí                      |
| url.bic.cat | Particular                     | Espanya               | Qualsevol URL    | No                    | No                   | Sí                   | No                  | No                      |
| w.wiki      | Fundació Wikimedia             | EUA                   | URL de Wikimedia | Sí                    | Sí, llicència Apache | No                   | No                  | No                      |